# Technologieën uit Back to the Future Part II
Op deze pagina is een (onvolledig) overzicht te vinden van futuristische technologieën uit de film Back to the Future Part II uit 1989.
In deze film reist de hoofdpersoon, Marty McFly, van het jaar 1985 naar het jaar 2015. De schrijvers van de film schetsen een beeld van de toekomst en voorspellen welke technologieën en innovaties de komende decennia mogelijk zouden verschijnen. Hoewel er voorspellingen worden gedaan over het jaar 2015, was het niet de bedoeling van de makers van de film om een realistische toekomstvisie te schetsen. Regisseur Robert Zemeckis vond dat voorspellingen over de toekomst vaak onjuist blijken en koos er daarom voor om de toekomst op een speelse en humoristische manier neer te zetten, in plaats van een wetenschappelijk onderbouwde visie te geven.

## Automatisch aanpassende en zelfdrogende jas
Wanneer Marty aankomt in de toekomst, krijgt hij van Doc Brown een jas die zichzelf automatisch aanpast aan zijn lichaam en zichzelf kan drogen. Deze jas krimpt direct tot de juiste maat zodra Marty hem aantrekt. Later, wanneer Marty nat wordt, activeert de jas een droogfunctie waarbij warme lucht wordt uitgeblazen en de stof in enkele seconden weer droog is.

## Bionische implantaten
Dit zijn implantaten die worden gebruikt door Griff Tannen en zijn bende om hun fysieke kracht te vergroten. Deze implantaten werken als mechanische versterkingen in hun armen en benen. In de film blijkt dat Griff's implantaten soms storingen vertonen, wat hem tijdelijk verzwakt.

## Binocular card
De binocular card wordt door onder andere Doc Brown gebruikt om in te zoomen op verre objecten. Het apparaat is dun en handzaam, en lijkt qua formaat op een creditcard, maar heeft een ingebouwd scherm en zoomfunctie. Met deze kleine digitale verrekijker kan men inzoomen en foto's maken, waarbij digitale beelden over de echte werkelijkheid worden geprojecteerd.

## Hondenuitlaatdrone
Tijdens Marty McFly's wandeling door het futuristische Hill Valley is kort een drone te zien die zelfstandig een hond uitlaat. Deze vliegende drone zweeft boven de grond terwijl de hond met een riem aan het toestel vastzit. De drone zweeft achter de hond en volgt hem, terwijl de riem gespannen tussen hen in hangt.

## Hoverboard
Wanneer Marty achtervolgd wordt door Griff Tannen en zijn bende, pakt hij snel een hoverboard af van een meisje. Met dit zwevende skateboard weet hij aan zijn achtervolgers te ontsnappen door over straten en andere oppervlakten te glijden. Het hoverboard waar Marty gebruik van maakte werkte alleen niet op water.

## Hovercam
Dit is een zelfstandig vliegende camerarobot die automatisch naar locaties van nieuwsgebeurtenissen reist, livebeelden uitzendt en nieuwsartikelen genereert. In de film was een hovercam van USA Today te zien bij de arrestatie van Griff Tannen en zijn bende, die werden opgepakt voor het vernielen van het gerechtsgebouw tijdens een hoverboard-achtervolging.

## Hydrator
De hydrator is een huishoudelijk apparaat die ontworpen is om gedroogd voedsel, zoals een kleine pizzaschijf, snel te rehydrateren en op te warmen tot een volledige maaltijd. Lorraine Baines plaatste een kleine, gedroogde pizzaschijf in de hydrator en haalt na twaalf seconden een grote, volledig opgewarmde pizza uit het apparaat.

## Sleep inducer
In de film gebruikt Doc Brown dit apparaat om Jennifer Parker in slaap te brengen. Dit apparaat zendt een blauw licht uit dat de hersengolven beïnvloedt, waardoor de gebruiker snel in slaap valt. Doc gebruikt het om te voorkomen dat Jennifer zich de gebeurtenissen van de tijdreis herinnert.

## Thumb pad
Dit is een apparaat waarmee men middels een vingerafdruk toegang kan krijgen tot woningen en betalingen kan doen. De thumb pad wordt onder andere gebruikt wanneer de politie van Hill Valley het apparaat inzet om de identiteit van Jennifer Parker te verifiëren. Ze vinden haar bewusteloos in een steeg en gebruiken de thumb pad om haar vingerafdruk te scannen, waarna ze haar meenemen naar haar huis, ervan uitgaande dat ze de toekomstige Jennifer is.

## Videobril
Met een videobril kan men videobellen en televisie kijken. In de film worden ze onder andere gedragen door Marty McFly Jr. en Marlene McFly tijdens het eten, waarbij ze meerdere programma's tegelijk kunnen volgen. Marlene gebruikt haar videobril ook om een oproep van Needles te ontvangen.

## Video simulacrum
De video simulacrum is een computerscherm met kunstmatige intelligentie die eruitziet en zich gedraagt als een beroemdheid. Een bekend voorbeeld is de simulacrum van Michael Jackson, die in het Café 80's fungeert als virtuele ober en klanten helpt met bestellingen. Ook Ronald Reagan heeft zo'n virtuele verschijning.

## Vliegende auto's
In de film spelen vliegende auto's een belangrijke rol. De bekendste vliegende auto in de film is de DeLorean-tijdmachine, die in het jaar 2015 door Doc Brown is uitgerust met een antizwaartekrachtmodule waardoor hij kan vliegen. Marty gebruikt deze vliegende DeLorean om door de lucht over de straten van Hill Valley te vliegen. Vliegende auto's zijn in verschillende scènes zichtbaar. Je ziet ze vliegen tussen gebouwen door, zweven boven wegen en landen op speciale platforms.

## Weersplanning
In de film registreert en rapporteert de National Weather Service het weer. Doc Brown kijkt op een gegeven moment op zijn smartwatch om te zien wanneer de regenbui zal eindigen. Dit kan hij zien op de seconde na, wat suggereert dat het weer op dat moment gecontroleerd of gepland wordt.

## Zelfstrikkende schoenen
Dit zijn sneakers van Nike die automatisch de veters strikken met één druk op de knop. In de film draagt Marty McFly een paar van deze schoenen, die opvallen door de lichtgevende panelen aan de onderkant van de schoen en het automatische vetersysteem. Dit concept inspireerde later de ontwikkeling van de Nike Mag uit 2016, een echte zelfstrikkende schoen.